# سيلينا فريتاج
سيلينا فريتاج (بالألمانية: Selina Freitag)‏ هي متزلجة قفز ألمانية، ولدت في 19 مايو 2001 في Erlabrunn ‏ في ألمانيا.

## وصلات خارجية
- سيلينا فريتاج على موقع الاتحاد الدولي للتزلج (القفز التزلجي) (الإنجليزية)
- سيلينا فريتاج على موقع اللجنة الأولمبية الدولية (الإنجليزية)
- سيلينا فريتاج على موقع أوليمبيديا (الإنجليزية)